# Réduction du vin
La réduction d'un vin est un état de l'équilibre d'oxydoréduction du vin, dans lequel il est réduit. Le phénomène inverse est l'oxydation d'un vin. 
Cela engendre des défauts du vin, notamment par les arômes des composés soufrés, et la précipitation d'éléments cuivreux.

## Origine
La principale cause de l'état réduit d'un vin, est une mauvaise clarification. Cela implique que le débourbage en vinification, ou les soutirages ultérieurs ont été insuffisants. Cela laisse donc des composés réducteurs, notamment les parois cellulaires des levures et bactéries, sédimentés dans le fond des cuves ou des fûts.
L'ajout de soufre excessif favorise également la réduction globale du vin. De plus, si cet apport est réalisé avant la fermentation, ces molécules de soufre vont être métabolisées par les levures.
D'autres opérations peuvent indirectement engendrer l'état réduit d'un vin, comme une aération insuffisante du moût pendant la fermentation (manque d'oxygène), ou des soutirages à l'abri de l'air.
Certains cépages ont tendance à donner des vins plus réduits que d'autre, notamment la Syrah, à l'inverse, d'autre comme le Grenache donne des vins plus facilement oxydables.
Enfin, lors de la mise en bouteille, le vin est dans un certain état d'oxydoréduction lorsqu'il est embouteillé. Si à ce stade le vin a encore un fort potentiel de réduction, il pourra développer des défauts. Le type de bouchon utilisé pour le bouchage va déterminer la quantité d'oxygène qui pourra être échangé à travers ce bouchon, et atténuer ces défauts. Le transfert d'oxygène entre l'air extérieur à la bouteille et le vin dans la bouteille dépendra de la porosité du moyen de bouchage utilisé.

## Mécanisme de réduction
La réduction affecte le métabolisme des levures, notamment sur les molécules soufrées,. La réduction modifie également la réaction de molécules entre elles dans l'équilibre du vin, comme le cuivre.
L'apparition d'odeur ou de goût de réduit commence en cours de fermentation, phase réductrice de la vinification. Une réduction est courante sur les moûts en fermentation de blanc, car le type de vinification général pour ces vins limite les apports d'oxygène. Cette réduction doit rester provisoire, notamment en la limitant par un soutirage après la fermentation alcoolique.
Après la fermentation malolactique, l'élevage sur lie favorise la réduction des vins. Il est cependant parfois nécessaire lors d'un élevage qui se fait en fûts plutôt qu'en cuve, car les tonneaux sont poreux et favorisent à l'inverse le transfert de l'oxygène de l'air dans le vin, donc son oxydation. Ces deux mécanismes s'équilibrent plus ou moins.

### Composés soufrés

#### Sulfure d'hydrogène

Sulfure d'hydrogène

La production de sulfure d'hydrogène (H2S) est généralement considéré comme un sous-produit métabolique de la fermentation des levures dans des environnements limités en azote. Il se forme lorsque la levure fermente via la voie de la réduction des sulfates. Certaines levures sélectionnées (LSA) ne produisent pas ces composés.
Le seuil de perception pour le sulfure d'hydrogène est de 8 à 10 µg/L, des niveaux supérieurs à celui-ci confèrent au vin un arôme d'œuf pourri.
Il peut également la base d'une réaction avec d'autres composés pour former des mercaptans et des disulfures.

#### Mercaptan

Molécule d'éthanethiol

Le mercaptan est un composé thiolé (éthanethiol), produit dans le vin par la réaction du sulfure d'hydrogène avec des alcools, tel que l'éthanol. La réaction se fait en phase réductrice.
Les mercaptans ont un seuil de perception bas, environ 1,5 µg/L. Des niveaux supérieurs provoquent des odeurs d'oignon, de caoutchouc, de putois, de gaz ou d'eau croupie.

#### Sulfure de diméthyle

Molécule de sulfure de diméthyle.

Le sulfure de diméthyle est naturellement présent dans la plupart des vins, du fait de la dégradation des acides aminés soufrés. Des niveaux supérieurs au seuil sensoriel de 30 µg/L dans les vins blancs, et de 50 µg/L dans les vins rouges donnent des arômes de chou cuit, d'asperge, d'aliments en conserve, de coing ou de truffe.

### Casse cuivreuse
La casse cuivreuse est la précipitation d'ions de cuivre dans le vin. Le cuivre est présent en solution sous la forme d'ion cuivrique (Cu++), mais peut précipiter à un état réducteur, à température élevée, et en présence de SO2.
Les ions cuivriques passent sous leur forme réduite, les ions cuivreux (Cu+). Le SO2 passe lui sous sa forme réduite H2S. Les deux molécules forment alors des flocons en suspension de couleur blanche (sulfure de cuivre : CuS). S'il y'a présence de protéines, elles précipitent ensuite avec le sulfure de cuivre en un dépôt brun, en formant des supports colloïdaux.

## Défauts conférés
L'expression des arômes s'en trouve affectée temporairement. Des odeurs d'eau croupie, de choux ou d'ail viennent dénaturer le vin. Ces composés viennent masquer les arômes du vin.
Lors de la dégustation, une amertume en bouche peut parfois révéler le phénomène.

## Prévention et solution de la réduction
La méthode préventive consiste à cibler les phases de réduction potentielle, à limiter les facteurs d'origine et à gérer les apports d'oxygène. Si c'est une méthode facile et efficace, elle est aussi imprécise.
La qualité du vin peut souvent s'améliorer et retrouver sa qualité originelle par une simple aération, ou un traitement au cuivre.
En cours de vinification, une aération par remontage ou micro-oxygénation peut suffire si les composés soufrés ne sont pas trop nombreux. La réalisation d'un remontage avec passage sur une plaque de cuivre a longtemps été utilisé, mais il est aujourd'hui déconseillé : il décharne le vin et le rend amer avec un arrière-goût métallique. Dans ce cas, il y a aussi un risque de casse cuivreuse.
Un traitement par ajout de cuivre peut être réalisé par ajout de solution de sulfate de cuivre, de citrate du cuivre ou en association avec des tanins. La dose maximale d'apport de cuivre est de 1 g/hL.
Un traitement par ajout de chlorure d'argent est également autorisé depuis 2014, à la dose maximale d'apport de 1 g/hL respectant la teneur finale dans le vin d'1 µg/L d'argent.
Lors de l'élevage ou à la mise en bouteille, un cliquage à l'oxygène peut permettre de prévenir ou de corriger des caractères de réduction bien que la méthode comporte des risques si elle n'est pas totalement maîtrisée.
Lorsque la réduction apparaît en bouteille, l'oxygénation par le bouchon est la seule solution. Cette phase réductrice après la mise en bouteille est fréquente, sa disparition par transfert d'oxygène via le bouchon peut être plus ou moins longue (quelques semaines à plusieurs mois). C'est un problème pour la commercialisation. Dans les cas très avancés, un débouchage peut être nécessaire pour traiter le vin.